# Лермит—Дуклоов синдром
Диспластични ганглиоцитом церебелума, познат и као Лермит—Дуклоов синдром или Лермит—Дуклоова болест, редак је споро растући тумор малог мозга, ганглиоцитом који се понекад сматра хемартомом. Карактерише се дифузном хипертрофијом грануларног слоја малог мозга. Често је повезан са Кауденовим синдромом. Први су га описали Жак Жан Лермит и П. Дукло 1920. године.

## Знаци и симптоми
Главни клинички знаци и симптоми укључују:
- главобољу
- моторичке поремећаје
- тремор
- визуелне поремећаје
- абнормални ЕЕГ
- диплопију

Пацијенти са Лермит—Дуклоовим синдромом и Коуденовим синдромом могу имати више израслина на кожи. Тумор, иако бенигни, може да изазове неуролошке повреде, укључујући абнормалне покрете.

## Патофизиологија
Код Лермит—Дуклоове болести, кора малог мозга губи своју нормалну архитектуру и формира хемартом. Тумори се обично налазе на левој страни малог мозга, и састоје се од абнормалних хипертрофичних ганглијских ћелија, које су донекле сличне Пуркиње ћелијама. Количина беле масе малог мозга је смањена.
Како и код Коуденовог синдрома, пацијенти са Лермит—Дуклоовим синдромом често имају мутације у ензимима укљученим у AKT/ПКБ сигнални пут, који игра важну улогу у расту ћелија. Мутације у PTEN gену на хромозому бр. 10q доводе до повећане активности АКТ и mТОР путева.

## Лечење
Лечење није неопходно код асимптоматских пацијената. Симптоматски пацијенти могу имати користи од хируршког одстрањивања тумора. Потпуно уклањање тумора обично није потребно и може бити отежано због локације тумора.

## Епидемиологија
Лермит—Дуклоов синдром је ретко обољење; око 222 случаја су регистрована у медицинској литератури. Симптоми болести најчешће се испољавају у трећој и четвртој деценији живота, иако болест може да почне у било ком узрасту. Мушкарци и жене су једнако изложени, и не постоји очигледан географски патерн.

## Историја
Болест су први пут описали 1920. године Лермит и Дукло.